# Galium corsicum
Galium corsicum är en måreväxtart som beskrevs av Spreng.. Galium corsicum ingår i släktet måror, och familjen måreväxter. Inga underarter finns listade i Catalogue of Life.